# 産業カウンセラー
産業カウンセラー（さんぎょうカウンセラー）とは、一般社団法人日本産業カウンセラー協会が認定する民間資格、およびその有資格者のことである。1992年から2001年までの間は産業カウンセラー試験が旧労働省が認定する技能審査であったため、その期間は公的資格であったが、2001年をもって技能審査から除外されたため、以降は民間資格となった。

## 概要
産業カウンセラーは、心理学的手法を用いて働く人たちが抱える問題を自らの力で解決できるよう援助する心理職資格である。「メンタルヘルス対策への援助」「人間関係開発への援助」「キャリア開発への援助」の3つを活動領域とする。日本では、心理職の国家資格である公認心理師のみならず、民間の心理学関連資格は多数存在するが、その中で産業カウンセラー資格は知名度の高いものの一つである。
一方で取得までの難易度は、大学院課程修了を基本要件とする「臨床心理士」資格や、大学院課程修了を一部要件とする「学校心理士」「臨床発達心理士」に比して緩やかであり、産業カウンセラーの上位資格とされる「シニア産業カウンセラー」資格を含めて比較しても、その難度は低い。
成年に達していれば学歴不問で参加できる「産業カウンセラー養成講座」を受講すれば、四年制大学（心理学又は心理学隣接諸科等の学部）を卒業していなくても最短では約半年間で受験資格が得られ、かつ全受験者の60%以上が合格するため、「心理相談員」資格や「認定心理士」資格などのような基礎的・入門的資格として、あるいは時間的制約のある在職の一般的労働者の取得が多いという特徴があるほか、専門職大学院などの臨床心理士指定大学院への入学を目指すものが、産業カウンセラー資格の取得を目指す場合もある。

### 実技試験の3年度間免除制度と通信教育
免除制度や代替制度もいくつか用意されている。例えば「産業カウンセラー養成講座」等における受講者同士のミニカウンセリングなどの模擬演習にて、その能力が一定の水準に達したものと認められると、「受講年度」「翌年度」「翌々年度」まで本試験実技試験の免除を受けられる。ほかにも、「産業カウンセラー養成通信講座」があり、通常の「産業カウンセラー養成講座」等に通えない場合などに、理論科目はテキスト添削問題の提出、演習科目は課題レポートの提出と12日間の演習出席を行うと受験資格が得られる。なお、この「産業カウンセラー養成通信講座」の模擬演習でも、上記と同じ条件で本試験実技試験の免除を受けることができる。

### 名称をめぐる誤解
「産業カウンセラー」は資格名であり、「スクールカウンセラー」や「キャリアカウンセラー」のような職業名ではない。産業精神保健分野で活動する心理カウンセラーの総称は、「企業内カウンセラー」などの職業名で呼ばれ、精神科医などの医師や臨床心理士のような専門家が委嘱契約などに基づき務めるほか、高度な心理職専門家人材の確保が困難なときには保健師が兼務することがある。産業カウンセラーは「現に産業精神保健分野を担当している者」に限らない。また「産業カウンセラー資格を取得しなければ産業精神保健分野での活動ができない」は誤解である。

## 歴史
産業カウンセリングは1958年頃、国際電電・電電公社など各社のカウンセラーや人事労務担当者、管理者などが集まり、産業カウンセリング研究会が開かれたことに端を発する。1960年「第一回産業カウンセリング全国研究大会」が立教大学で開催され、全国組織の「日本産業カウンセラー協会」が誕生した。
1970年に労働大臣の許可により社団法人となった後、当初はカウンセリングの調査・研究・啓蒙に主眼が置かれていたが、次第に産業カウンセラーの養成・訓練・資格試験にも力を入れるようになる。1971年に「2級産業カウンセラー」試験が、1981年に「1級産業カウンセラー」試験が実施され、1991年12月には産業カウンセラー試験が旧労働省の技能審査として認定されたが、この認定は2001年度末で終了し、以降は技能審査から除外された。
この際、資格の呼称が「初級産業カウンセラー」「中級産業カウンセラー」「上級産業カウンセラー」となり、2004年度以降は「産業カウンセラー（旧初級産業カウンセラー）」と「シニア産業カウンセラー（旧中級産業カウンセラー）」に変更され、現在に至っている。尚、2002年度以降「上級産業カウンセラー」は資格試験の実施が凍結されている。

## 産業カウンセラー試験
産業カウンセラー業務に従事しようとする者について、業務に必要な学識・知識・技能等の程度を判定するために行われる。本試験に合格し、かつ産業カウンセラー協会に資格登録を行うことで、産業カウンセラーを呼称して活動を行うことができる。試験は学科試験と実技試験からなる。学科試験及び実技試験それぞれにおいて、概ね6割以上の得点で合格となる。2012年度の総受験者数は5,823人、学科試験・実技試験ともに合格した総合合格者数は3,924人で、総合合格率は67.4%である。

### 受験資格
次のいずれかに該当する者に受験資格がある。実際の受験者の内訳は、大学卒業者が7.8%、産業カウンセラー養成講座等修了者が85.8%。
1. 4年制大学学部及び大学院研究科において心理学又は心理学隣接諸科学、人間科学、人間関係学のいずれかの名称を冠する学部又は専攻・課程を卒業した者
科目群は以下の通りとし、A群からG群までの科目において、1科目を2単位以内として10科目以上、20単位以上を取得していることを要する。ただし、D群からG群の科目による取得単位は6単位以内とする。
A群：産業カウンセリング、カウンセリング、臨床心理学、心理療法各論（精神分析・行動療法など）の科目群
B群：カウンセリング演習カウンセリング実習などの科目群
C群：人格心理学、心理アセスメント法などの科目群
D群：キャリア・カウンセリング、キャリア概論などの科目群
E群：産業心理学、産業・組織心理学、グループダイナミックス、人間関係論などの科目群
F群：労働法令の科目群
G群：精神医学、精神保健、精神衛生、心身医学、ストレス学、職場のメンタルヘルスなどの科目群
2. 成年に達した者で、産業カウンセラー養成講座等（協会若しくは協会が他に委託して行う産業カウンセリングの学識及び技能を修得するための講座又は協会がこれと同等以上の水準にあるものとして指定した講座）を修了した者

### 学科試験
毎年1月に全国各地の試験会場で実施される。内容は、カウンセリングに関する基礎的な学識を問う5者択一によるマークシート方式が40題程度、カウンセリングの基本的な事例への対応能力、及び傾聴の技法の対話分析能力を問う5者択一によるマークシート方式が20題程度出題される。前者の出題範囲は「産業カウンセリング概論」「カウンセリングの原理及び技法」「パーソナリティ理論」「職場のメンタルヘルス」からなり、カウンセリングや心理学、及びその関連分野に関する広範かつ総合的な知識が求められる。後者は、逐語記録からカウンセラー及びクライエントの状態を正確に把握し、傾聴の基本である受容・共感の態度をもって適切な対応が行えるかという、カウンセリングの現場に即した実践的な知識・技能の理解が求められる。

### 実技試験
学科試験実施後の毎年1月下旬～2月上旬に全国各地の試験会場で実施される。内容は受験者相互によるロールプレイ（ミニカウンセリング）及び口述試験からなり、時間は20分程度である。

### 試験免除制度の種類
産業カウンセラー試験には、一定の要件を満たすことで学科試験もしくは実技試験が免除される制度がある。
- 一部合格による試験免除

試験実施年度の前年度又は前々年度に産業カウンセラー試験を受験し、学科試験又は実技試験のいずれか一方に合格している者は当該試験が免除される。
- 実技能力評価制度による実技試験免除

試験実施年度の産業カウンセラー養成講座（後述）を修了した者で、実技能力評価制度により面接実技能力が一定の基準に達していると試験委員会が判定した者は、実技試験免除の適用申請を行うことで実技試験が免除される。本評価制度は産業カウンセラー養成講座の実技実習の中で、いわゆる「見極め試験」として実施される。

## 産業カウンセラー養成講座
日本産業カウンセラー協会が行う、産業カウンセリングの為の知識・技能を修得するための講座である。講習は理論学習が48時間、演習が81時間、在宅研修（宿題）が約40時間で構成されており、毎年4月から10月の7ヶ月間、主に土曜・日曜に合計約20回開講される。受講料は295,000円。
|            | 受講者数 | 教室数 |
| ---------- | -------- | ------ |
| 平成10年度 | 2,014人  | 26     |
| 平成11年度 | 2,229人  | 28     |
| 平成12年度 | 2,377人  | 30     |
| 平成13年度 | 2,650人  | 32     |
| 平成14年度 | 2,892人  | 33     |
| 平成15年度 | 2,978人  | 33     |
| 平成16年度 | 3,213人  | 35     |
| 平成17年度 | 3,433人  | 39     |
| 平成18年度 | 3,700人  | 42     |

### 理論学習
講師による講義形式で、カウンセリングや心理学、及びその関連分野（労働法規・人事労務管理等）を学習する。講師は内容毎にその分野の専門家が担当し、医師、臨床心理士、臨床心理学専門の大学教員、弁護士などが講師を務める。

### 演習
養成講座の中核となる面接実習であり、1グループ12～13人が各々の教室に分かれて2名の実技指導者の指導の下、主にミニカウンセリングやグループディスカッションの形式で行われる。中心となる心理療法はカール・ロジャーズの来談者中心療法（クライエント中心療法）であり、カウンセリングにおける傾聴の主体である「受容」「共感」「自己一致」の態度を、技法的・精神的の両側面から学習する。ミニカウンセリングでは、受講者同士がカウンセラー役とクライエント役に分かれ、カウンセラー役はクライエント役が実生活で悩んでいる問題の解決を援助するロールプレイ形式をとる。

### 在宅研修
実習後の宿題の位置づけとして、小論文・対話分析・逐語記録の作成等が課せられる。

## 現状と注意点

### 資格活用度の現状
上述の様に、心理学関連資格の中でも知名度の高いものの一つであることから取得を考える者は多いが、心理カウンセラーなどの心理職や隣接職種を含めた雇用・求人において、「産業カウンセラー資格」を他の資格よりも優先的に資格要件として掲げて募集している機関はほとんど無く、求人数は非常に限られる。
2009年に日本産業カウンセラー協会が実施した「産業カウンセラー等の実態調査」によると、産業カウンセラー有資格者のうち、勤務先で実際に「カウンセラー」としての職種に就いていると回答した者は全体の15.6%のみで、最多となった回答は「一般事務職（16.9%）」であり、産業カウンセラー資格の取得がカウンセラー職としての就職に有利になっているという内容の報告ではなかった「産業カウンセラー資格取得により培ったスキルを活かした全ての活動で得る報酬額」を問う設問で最も多かった回答は「（年収）50万円未満（17.7%）」という現状で、産業カウンセラー資格の収入面での活用度は、そもそも養成講座を受講した場合約210,000円を費やす必要があることと照らし合わせると、非常に厳しい現実が浮き彫りとなった。しかし、在職者がキャリアアップなどのため、あるいは日常生活におけるスキルアップのために取得を目指す資格としては、その勉強期間の短さや合格率の高さなどから比較的取り組みやすいとされており、、「産業カウンセラー資格取得後の状況や気持ちの変化」についての回答で最多となったのは「日常の人付き合いで自分や他者の言動に注意するようになった（48.3%）」である。

### 在職者が資格を取得する際の注意点
産業カウンセラー試験の受験者には、管理職や人事労務担当者などが多く、人に関わるそれらの立場の在職者にとって、資格取得に当たって得る基礎的な知識は有益であると言われている。しかしながら、在職受講者と他の労働者との関係においては、専門家相談機関で精神科医などの医師や臨床心理士が行っているような心理療法・心理カウンセリングは、本来成立しない。それは、在職受験者と他の労働者との間には、同じ企業・事業所内において既に何らかの人間関係・利害関係が構築されているためであり、万が一にもその状況下でカウンセリングを行った場合には、既存の関係性がカウンセリング行為に深く影響を及ぼす「二重関係」「多重関係」に陥ってしまい、カウンセリングが機能しないばかりか、逆に当該労働者の心身の健康を悪化させる恐れがあると指摘されており、禁じられている。これは、他分野の心理カウンセラーにおいても「二重関係（多重関係）の回避」と呼ばれる倫理上の義務として同様に大前提とされており、例えば教育分野のスクールカウンセラーにおいては、在職の教職員や退職した教職員OBの登用などは行わず、校外・学外から心理職専門家を別途招くことで、「第三者性」「外部性」を確保するための業務上の配慮を行っている。
在職受験者は、カウンセラーなどの立場を担うことはできなくとも、
- 他の労働者の心の不調に早い段階で気づける、専門的なメンタルヘルスケアを精神科医や臨床心理士に託す際に何らかの対外窓口となる等、企業・事業場においてのメンタルヘルス対策への援助[要出典]
- 個人の働き方・生き方や仕事を選択する際のキャリアカウンセリング等を通じたキャリア開発への援助[要出典]
- 働きがいのある職場を作るために、人間及び組織の質を高め成長を促進する職場における人間関係開発への援助[要出典]

が期待されている。

## キャリアコンサルタントとの類似
国家資格であるキャリアコンサルタントの習得知識及び技能範囲が産業カウンセラーと重複しており、明確な線引きが出来ていない現状である。

## 関連文献
- 「産業カウンセリング入門」産業カウンセラーになりたい人のために 杉渓 一言 (著), 松原 達哉 (著), 中沢 次郎 (著), 楡木 満生 (著) 1995/09 日本文化科学社